# 미나모토노 가네마사

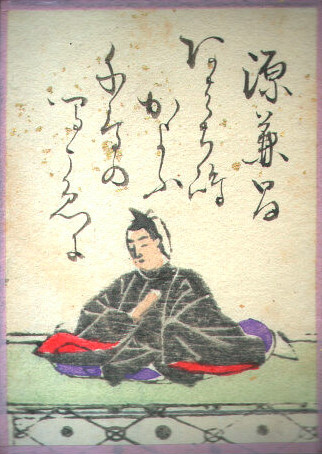
미나모토노 가네마사

미나모토노 가네마사(일본어: 源兼昌)는 헤이안(平安) 중기부터 후기까지의 가인(歌人)이자 관인(官人)이었다. 아버지는 미노(美濃)의 4등급 지방관이었던 미나모토노 도시스케(源俊輔)이다.
생전 종5위하(従五位下), 황후궁소진(皇后宮少進)등을 지냈다고 하나 얼마 되지 않은 후에 출가하였다고 한다. 생몰년은 미상이며, 1110년 무렵에 처음 등장해서 여러 가단(歌壇)에서 중요한 위치를 가지고 있었다고 전해지지만 1120년 무렵에 사라져버렸다고 한다.
칙선화가집(勅撰和歌集) 중 금엽화가집(金葉和歌集), 사화화가집(詞花和歌集), 천재화가집(千載和歌集), 신칙선화가집(新勅撰和歌集), 신천재화가집(新千載和歌集)에 도합 7수(首)가 정리 되어 있다.